# Завтрак с 1+1
«Завтрак с 1+1» (укр. «Сніданок з 1+1») — утреннее шоу телеканала 1+1. Выходит по будням. Программа длится четыре часа и является самым длинным на Украине утренним шоу в прямом эфире. Получило премию как «Лучшая утренняя программа».

## История
Первый выпуск программы «Сніданок з 1+1» вышел 31 марта 1997 года.
За многолетнюю историю программы её ведущими были Анна Безулик, Константин Грубич, Юрий Макаров, Юрий Горбунов, Даниил Яневский, Анатолий Ярема, Татьяна Непиталюк, Маричка Падалко, Лидия Таран, Алексей Нагрудный, Анатолий Анатолич, Марина Леончук и другие украинские телеведущие. Программа неоднократно меняла приоритеты — от новостного блока до развлекательной составляющей.
Последний раз изменение формата производилось в августе 2010 года, когда шоу стало выходить в прямом эфире.
С 2 апреля 2016 года по 31 декабря 2023 года в эфир выходила программа «Сніданок.  Вихідний», ведущими стали Александр Попов и Валентина Хамайко. 31 декабря 2023 года «Сніданок.  Вихідний» закончил свою трансляцию. Но начал выходить, как Утро. Марафон в Марафоне «Единые новости».

## Команда
С 19 сентября 2017 года «Сніданок з 1+1» по очереди ведут Руслан Сеничкин, Людмила Барбир, Егор Гордеев и Неля Шовкопляс.
«Сніданок. Вихідний» закончил свою трансляцию 31 декабря 2023 года. На постоянной основе программу вели телеведущие Валентина Хамайко и Александр Попов. Также одним из ведущих был спортивный комментатор и журналист Игорь Цыганык.
Утренние выпуски ТСН в программе «Сніданок з 1+1» ведут Маричка Падалко и Святослав Гринчук.

## Формат
«Сніданок з 1+1» представляет новости, развлечения, полезные советы и интервью с гостями в прямом эфире.
Программа содержит несколько утренних выпусков ТСН.
Программа имеет собственную музыкальную студию и в эфире звучит живая музыка.
Ведущие шоу поддерживают постоянную онлайн-связь со зрителями с помощью социальной сети Facebook, Skype и телефонных звонков в студию.

## Время выхода в эфир
- 30 августа 2010 - 15 июля 2011 — 6:55-9:50
- 22 августа 2011 - 7 марта 2012 — 6:55-9:45
- 12 марта 2012 - 12 июля 2013 — 6:45-9:45
- 19 августа 2013 - 28 марта 2014 — 6:45-9:00
- 31 марта 2014 - 17 июля 2015 — 6:45-9:40
- 17 августа 2015 - 14 июля 2017 — 6:45-9:30
- 17 июля - 11 августа 2017 — 6:45-9:00
- 14 августа - 8 сентября 2017 — 6:45-9:30
- 11 сентября 2017 - 31 декабря 2024 — 6:30-9:30
- 13 января 2025 - 28 февраля 2025 — 6:30-10:00
- 3 марта 2025 - настоящее время — 6:30-10:30

## Награды
Премия «Телетриумф-2011» в номинации «Лучшая утренняя программа».